# Матчи сборной Петрограда по футболу (1916)
Сезон 1916 года стал 15-м в истории сборной Петрограда по футболу.
В нём сборная провела 1 официальный матч (товарищеский междугородний) и 1 неофициальный.

## Классификация матчей
По установившейся в отечественной футбольной истории традиции официальными принимаются
- Все соревновательные матчи[К 4] официальных турниров — чемпионатов СССР, Российской империи и РСФСР — во времена, когда они проводились среди сборных городов (регионов, республик), и сборная Санкт-Петербурга (Ленинграда) была субъектом этих соревнований; к числу таковых относятся также матчи футбольных турниров на Спартакиадах народов СССР 1956 и 1979 года.
- Междугородние товарищеские игры сборной сильнейшего состава без формальных ограничений[К 5] с адекватным по статусу соперником. Матчи с клубами Санкт-Петербурга и других городов, со сборными не сильнейшего состава и т. п. составляют другую категорию матчей.
- Международные матчи с соперниками топ-уровня — в составах которых выступали футболисты, входившие в национальные сборные либо выступавшие в чемпионатах (лигах) высшего соревновательного уровня своих стран — как профессионалы, так и любители[К 6]. Практиковавшиеся (в основном, в 1920—1930-х годах) международные матчи с так называемыми «рабочими» и им подобными по уровню командами, состоявшими, как правило, из неконкурентоспособных игроков-любителей невысокого уровня, заканчивавшиеся обычно их разгромными поражениями, отнесены в отдельную категорию матчей.

## Статистика сезона
| 1916        |                      |     |
| Н (1)       | Петроград — «Триумф» | 7:0 |
| МГ 12       | Петроград — Москва   | 2:2 |
| Итого       |                      |     |
| И В Н П М   |                      |     |
| 1 0 1 0 2−2 |                      |     |
| 1 0 7−0     |                      |     |

## Официальные матчи

### 30. Петроград — Москва — 2:2
Междугородний товарищеский матч 12 (отчет)

| Петроград                    | 2:2 | Москва                         |
| ---------------------------- | --- | ------------------------------ |
| - М.Егоров 15′ - Куален ~80′ |     | - 25′ В.Ратов - 39′ Канунников |

| Игрок                | Клуб       |                                 | Вышел на замену | Гол  |
| -------------------- | ---------- | ------------------------------- | --------------- | ---- |
| Медников, Иван       | «Спорт»    | Серебряный гол · Серебряный гол | 1               | (-2) |
|                      |            |                                 |                 |      |
| Филиппов IV, Георгий | «Коломяги» |                                 | 2               |      |
| Систонен I, Джордж   | «Нева»     |                                 | 1               |      |
|                      |            |                                 |                 |      |
| Филиппов III, Пётр   | «Коломяги» |                                 | 3               |      |
| Филиппов II, Сергей  | «Коломяги» |                                 | 11              | 1    |
| Лагунов, Дмитрий     | «Коломяги» |                                 | 12              | 1    |
|                      |            |                                 |                 |      |
| Родионов, Дмитрий    | «Спорт»    |                                 | 1               |      |
| Крутов, Владимир     | «Коломяги» |                                 | 1               |      |
| Куален, Гастон       | «Нева»     | Гол                             | 1               | 1    |
| Гостев II, Николай   | «Коломяги» |                                 | 2               |      |
| Егоров, Михаил       | «Спорт»    | Гол                             | 1               | 1    |

| Москва     |     |
| ---------- | --- |
| Туранов    |     |
|            |     |
| Н.Коротков |     |
| С.Сысоев   |     |
|            |     |
| Мастеров   |     |
| В.Леонтьев |     |
| М.Романов  |     |
|            |     |
| М.Денисов  |     |
| С.Бухтеев  |     |
| В.Ратов    | Гол |
| Канунников | Гол |
| Багров     |     |

## Неофициальные матчи
1. Тренировочный матч
| 14 сен Неоф (1) | Петроград | 7:0 | «Триумф» | Поле «Спорта» |
| | - Куален  |     |          |               |
| Петроград: Медников - Г.Филиппов, Дж.Систонен - П.Филиппов, С.Филиппов, Лагунов - Д.Родионов, В.Крутов, Куален, Горелкин, М.Егоров «Триумф»: Михайлов («Нева») - ... |           |     |          |               |

## Комментарии
1. ↑  К.Есенин указывал для сборной Москвы только междугородние и международные матчи[1]
2. ↑  В реестре матчей сборной Санкт-Петербурга (Петрограда, Ленинграда), опубликованном группой ленинградских историков и статистиков под редакцией Н.Киселёва[2] учтены только междугородние матчи со сборными городов и республик
3. ↑  Г.Калянов предложил разделение матчей на официальные и товарищеские (для сборной Москвы)[3]
4. ↑  в том числе недоигранные и аннулированные, а также сыгранные с неформатными сборными и клубами — все матчи, объявленные как матчи официальных турниров
5. ↑  Матчи второй, третьей и т. д. (дублёров), а также ведомственных (например, сборной профсоюзов) сборных считаются неформатными. Тем не менее, междугородние матчи и «русской», и «английской» сборных Санкт-Петербурга и Москвы начала века, согласно установившейся традиции, учитываются историками[4][5][1] в их реестрах
6. ↑  Тем не менее, несколько международных матчей 1910-х годов с командами, формально не соответствующими строго данному критерию, но в игровом плане нередко подавляюще превосходившими сборные Санкт-Петербурга и Москвы, учтены[6][7] в их реестрах

### Периодика
- «Вечернее время» Петроград 1916. Электронная библиотека ГПИБ — elib.shpl.ru.
- «Новое время» Петроград 1916. Retronews (le site de presse de la BnF) — retronews.fr.
- «Русскiй спортъ» Москва 1916. НЭБ — rusneb.ru.